# Kanton Schiltigheim
Schiltigheim is een kanton van het Franse departement Bas-Rhin. Het kanton maakt per 1 januari 2015 deel uit van het arrondissement Strasbourg. Tot dan behoorde het kanton tot het arrondissement Strasbourg-Campagne.
Op 13 juli 1973 werd kanton Mundolsheim per decreet gecreëerd door het af te scheiden van kanton Schiltigheim, dat sindsdien uitsluitend uit de gemeente Schiltigheim bestond. Per 22 maart 2015 werd het aangrenzende kanton Bischheim opgeheven en werd de gemeente Bischheim bij het kanton Schiltigheim gevoegd.